# رودلف ليوبولد
رودلف ليوبولد (بالألمانية: Rudolf Leopold)‏ هو طبيب عيون نمساوي، ولد في 1 مارس 1925 في فيينا في النمسا، وتوفي بنفس المكان في 29 يونيو 2010 بسبب متلازمة الاختلال العضوي المتعدد.